# Ы̆
Cette page contient des caractères spéciaux ou non latins. S’ils s’affichent mal (▯, ?, etc.), consultez la page d’aide Unicode.
Le yérou bref (capitale Ы̆, minuscule ы̆) est une lettre de l'alphabet cyrillique qui a été utilisée en mokcha dans l’orthographe de 1923 à 1938. Elle est composée du yérou ‹ Ы › diacrité d’un brève.

## Utilisations
Le ы̆ a été utilisée en mokcha dans l’orthographe de 1923 à 1938.

## Représentation informatique
Le yérou bref peut être représenté avec les caractères Unicode suivants :
- décomposé (cyrillique, diacritiques) :

| formes    | représentations | chaînes de caractères | points de code | descriptions                                        |
| --------- | --------------- | --------------------- | -------------- | --------------------------------------------------- |
| capitale  | Ы̆               | Ы◌̆                    | U+042B U+0306  | lettre majuscule cyrillique yérou diacritique brève |
| minuscule | ы̆               | ы◌̆                    | U+044B U+0306  | lettre minuscule cyrillique yérou diacritique brève |